# Василиј Косој
Василиј III (око 1418—1448.) је био велики кнез Москве у 1434—1435. године.

## Биографија
Василиј је био син великог кнеза Јурија који успева 1433. године узурпирати власт своме рођаку Василију II. Након смрти оца у јулу 1434. године он без обзира на своју младост добија дужност да настави грађански рат против обореног рођака. Практично одмах у тренутку крунисања његовог брата Димитрије Шемјака незадовољан таквим развојем догађаја склапа војни савез с Василијем II чиме је осудио свога брата на пропаст. Војне снаге овога савеза убрзо потом освајају Москву где им једини проблем представља утврђени Кремљ који ће издржати све до 1435. године. По наређењу Василија II Василиј III је ослепљен и пуштен на слободу пошто слепац по тадашњем закону не може бити велики кнез. Живот овога великог кнеза ипак завршава насилно након обарања Димитрије Шемјаке 1448. године. Још увек несигуран у свој положај Василиј II слепи наређује погубљење својих политичких противника. Последица тога наређења постаје смрт Василија III.

## Породично стабло
|  |                          |  |  |  |  |  |  |  |  |  |  |  |  |  |  |  |
|  | 2. Јуриј II              |  |  |  |  |  |  |  |  |  |  |  |  |  |  |  |
|  |                          |  |  |  |  |  |  |  |  |  |  |  |  |  |  |  |
|  |                          |  |  |  |  |  |  |  |  |  |  |  |  |  |  |  |
|  | 1. Василиј Косој         |  |  |  |  |  |  |  |  |  |  |  |  |  |  |  |
|  |                          |  |  |  |  |  |  |  |  |  |  |  |  |  |  |  |
|  |                          |  |  |  |  |  |  |  |  |  |  |  |  |  |  |  |
|  | 3. Anastasia of Smolensk |  |  |  |  |  |  |  |  |  |  |  |  |  |  |  |
|  |                          |  |  |  |  |  |  |  |  |  |  |  |  |  |  |  |
|  |                          |  |  |  |  |  |  |  |  |  |  |  |  |  |  |  |